# Estación de Estômbar-Lagoa
La Estación Ferroviária de Estômbar-Lagoa, más conocida simplemente por Estación de Estômbar o Estación de Lagoa, es una plataforma ferroviaria de la Línea del Algarve, que sirve a las localidades de Estômbar y Lagoa, en el Distrito de Faro, en Portugal.

## Características

### Localización y accesos
Esta plataforma tiene acceso por la Avenida de la Estación Ferroviaria, junto a la localidad de Estômbar, en el ayuntamiento de Lagoa.

### Características físicas
Esta infraestructura incluía, en 2009, dos vías de circulación, teniendo ambas una longitud útil de 135 metros; las dos plataformas tenían, cada una, 128 metros de extensión, mostrando la primera una altura de 60 centímetros, y la segunda, 65 centímetros. En enero de 2011, las vías de circulación ya habían sido ambas aumentadas, mostrado ambas 145 metros de longitud. Las plataformas también habían sufrido modificaciones, pasando ambas a tener 152 metros de extensión; en términos de altura, la primera pasó de tener 40 a 50 centímetros, mientras que la segunda ascendió a 55 centímetros.

## Historia
Esta estación fue incluida en el proyecto del tramo entre Silves y la Estación de Ferragudo-Parchal, elaborado el 15 de noviembre de 1897 y aprobado el 25 de abril de 1900; este tramo fue inaugurado el 15 de febrero de 1903. Inicialmente, era designada simplemente como Estômbar, habiendo recibido el nombre de Lagoa-Estômbar  el 6 de julio del mismo año.
En 1905, fue encargado, para esta estación, un depurador automático, para reducir la cantidad de piedra caliza presente en las aguas.
En 1933, la Comisión Administrativa del Fondo Especial de Ferrocarriles aprobó la instalación, en esta plataforma, de vallas de paneles de hormigón armado.